# Fendage

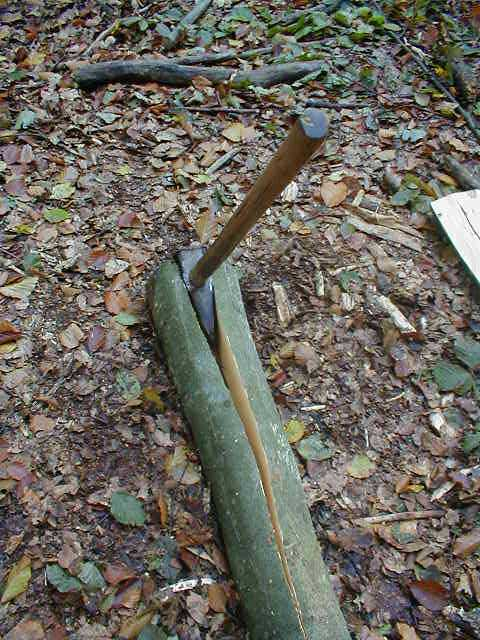
Fendage d'une bûche.

Le fendage du bois (en anglais Wood splitting, riving, cleaving) est une technique ancienne utilisée en menuiserie, charpenterie, pour le façonnage des bois d’œuvre, pour la fabrication d’objets en bois, la vannerie et le bois de chauffage (bois de corde). Contrairement au sciage du bois, le bois est fendu dans le sens du fil, à l'aide d'outils tels que marteau, coin, merlin, une hache de fendage, un départoir, ou un couteau à démastiquer.

## Menuiserie
Le revêtement extérieur en bois tient en anglais son nom, clapboard (clin, bardage), de ce qu'il était originairement obtenu à partir des planches fendues  à partir de bûches - le claquement de la planche contre la bûche assimilé au mot anglais clap. Ces planches sont utilisées dans l'architecture de bardage et pour les lambris. Les tonneliers utilisent des planches de chêne fendues pour les douves des tonneaux. Les clôtures de type split-rail fences  américaines sont fabriquées avec du bois fendu.

## Vannerie
Certains Amérindiens fabriquent traditionnellement des paniers à partir du frêne noir en martelant le bois avec un maillet et en tirant de longues bandes du tronc.

## Bois de chauffage
Le fendage de bûches consiste à fendre le bois de chauffage de bûches ou rondins préalablement débitées en sections (en anglais rounds, bolts, billets  ).  Cela peut être fait à la main, en utilisant une hache ou un merlin, ou en utilisant une fendeuse de bûches mécanique.  Lors du fractionnement manuel d'une bille, il est préférable de viser les fissures (les gerces), le cas échéant. Certains types de bois sont plus difficiles à fendre que d'autres, y compris les bois extrêmement durs, ainsi que des essences à gomme pour lequel la hache rebondit souvent, et le cerisier, généralement tellement tordu qu'il est presque impossible d'obtenir une scission nette. N'importe quel type de bois, qu'il soit épais ou long, avec de gros nœuds ou un fil tordu, peut rendre difficile le fendage.  Dans certains cas, il est plus facile de viser les rives et de scinder la bûche en plusieurs parties. Le bâtonnage consiste à fendre le bois en petit-bois pour allumer le feu ou d’autres fins, parfois avec un burin à batonner (batoning chisel), un ciseau spécial avec un côté tranchant utilisé pour le fendage.

## Avantages
Fendre le bois le long du fil (soit à bois debout) plutôt que de le scier a pour avantage de le rendre beaucoup plus résistant.  Pour cette raison, il était utilisé historiquement pour la construction de navires (par exemple, les drakkars) et les skis traditionnels. Un trait caractéristique des bardeaux (l'anglais distingue shakes et shingles) qui sont fendus plutôt que sciés, du fait que la structure cellulaire du bois reste intacte, est qu'ils peuvent être plus durables, de la même manière les gournables (longue cheville cylindrique en bois, employée pour fixer les bordages, en anglais trunnels) fendues sont plus solides que lorsqu'elles sont sciées.

## Prévention
Parfois, le fendage du bois est une caractéristique qui doit être évitée. Les méthodes permettant d’éviter le fendage dans le travail du bois sont la clé à queue d'aronde, les plaques de connexion des treillis ou les bandes métalliques.  Les colonnes peuvent être creusées au centre pour éviter les fissures.  Les pointes de clou peuvent être émoussées ou des pré-trous percés pour empêcher le fendage du bois lors du clouage ou du vissage.  Les scellants de bout (End grain sealers) sont des produits liquides contenant habituellement de la cire, qui aident à prévenir le séchage rapide des extrémités du bois d’œuvre qui pourrait entraîner des fissures.  Des plaques d'extrémité en métal ou des pièces de métal en forme de S peuvent être enfoncées dans les extrémités d'un bois.  Le fendage (splitting) est la principale raison pour laquelle les codes du bâtiment ne permettent pas d'encoches au bas des solives et des poutres.